# Dhaurra Mafi
Dhaurra Mafi es una ciudad censal situada en el distrito de Aligarh en el estada de Uttar Pradesh (India). Su población es de 13241 habitantes (2011). 

## Demografía
Según el censo de 2011 la población de Dhaurra Mafi era de 13241 habitantes, de los cuales 6913 eran hombres y 6328 eran mujeres. Dhaurra Mafi tiene una tasa media de alfabetización del 77,77%, superior a la media estatal del 67,68%: la alfabetización masculina es del 82,48%, y la alfabetización femenina del 72,72%.